# Список крупнейших терактов в ходе Иракской войны
В данном списке перечислены крупнейшие по числу жертв террористические акты, произошедшие во время Иракской войны (2003 год — 2011 год).
Излюбленной тактикой иракских террористических организаций является использование смертников. Многие теракты проводятся суннитскими и шиитскими экстремистскими организациями и направлены против мирного населения или религиозных святынь «враждебной» ветви ислама. Как показывают информационные сообщения, жертвами крупных терактов почти никогда не становятся военнослужащие коалиционных войск.
Список включает теракты, в результате которых погибло не менее 40—50 человек. Данные о жертвах обычно носят приблизительный характер, что связано со спецификой их подсчёта и обнародования в средствах массовой информации. Зачастую электронные СМИ сообщают предварительные и постоянно меняющиеся оценки числа погибших и раненых, что может приводить к путанице. Итоговые данные о числе жертв не всегда доступны. 

## 2003
- 29 августа — заминированная машина взорвалась возле шиитской мечети имама Али в Наджафе. 83—124 погибших, 140—230 раненых. В числе погибших был глава Высшего совета исламской революции Ирака Мохаммед Бакр аль-Хаким[1][2][3].

## 2004
- 1 февраля — две атаки террористов-смертников на штаб-квартиры курдских политических партий в Эрбиле. 105—109 погибших[4][5].
- 2 марта — серия нападений и взрывов (включая как минимум один подрыв террориста-смертника), направленных против паломников в Кербеле во время шиитского траура Ашура. 115—121 погибший, более 200 раненых[6][7][8].
- 2 марта — серия подрывов террористов-смертников в Багдаде во время шиитского траура Ашура. Около 70 погибших[7][8][9].
- 28 июля — террорист-смертник взорвал заминированный автомобиль в толпе возле центра набора новобранцев для иракской полиции в Баакубе. 68—70 погибших, более 50 раненых. Уничтожено несколько магазинов и машин[10][11][12]
- 19 декабря — террорист-смертник взорвал заминированную машину возле похоронной процессии в Наджафе. 48—54 погибших, 90—140 раненых[13][14][15][16].

## 2005
- 28 февраля — террорист-смертник взорвал заминированную машину в толпе безработных у здания городского совета в Хилле. Около 130 погибших (согласно поздним оценкам), 130—150 раненых. 2 марта в Ираке был день общенационального траура по погибшим[17][18][19][20].
- 10 марта — террорист-смертник подорвал себя в мечети в Мосуле во время траурной церемонии. 50—51 погибший, 80—100 раненых[21][22][23].
- 4 мая — террорист-смертник подорвал себя у офиса курдской партии в Эрбиле, также использовавшегося как центр набора новобранцев для иракской полиции. 45—60 погибших, 150 раненых[24][25][26].
- 16 июля — террорист-смертник подорвал себя на рынке в Мусаибе, при этом сдетонировал проезжавший мимо бензовоз. 98 погибших, более 150 раненых. Уничтожено более 150 магазинов и лавок, 37 машин (включая 13 государственных)[27][28][29].
- 14 сентября — террорист-смертник взорвал заминированный микроавтобус в толпе безработных у центра занятости на площади Оруба (Багдад). 111—114 погибших, около 160 раненых[30][31][32].
- 18 ноября — террористы-смертники подорвали себя в двух шиитских мечетях в Ханакине во время пятничной молитвы. 74—90 погибших[33][34][35].

## 2006
- 5 января — террорист-смертник подорвал себя в толпе шиитских паломников у мечети имама Хусейна (Кербела). 50—60 погибших, около 100 раненых[36][37][38].
- 5 января — террорист-смертник (по другим данным — два) подорвал себя в толпе возле центра набора новобранцев для иракской полиции и Национальной гвардии в Рамади. Погибло от 50 до 80 человек, около 60 раненых[37][39][40].
- 7 апреля — три террористки-смертницы подорвали себя в мечети Бурата (Багдад). 85—90 погибших, 160 раненых[41][42].
- 1 июля — террорист-смертник взорвал заминированный автомобиль в Садр-Сити (Багдад). 62—68 погибших, 110—120 раненых. В результате пожара сгорели около 20 магазинов и продуктовых лавок, уничтожено 14 машин[16][43][44][45].
- 18 июля — террорист-смертник взорвал заминированную машину в толпе безработных в Куфе. Около 50—60 погибших, более 100 раненых[46][47][48].
- 23 ноября — серия миномётных обстрелов и взрывов заминированных автомобилей в Садр-Сити (Багдад). 215 погибших, около 250 раненых[49][50][51].
- 12 декабря — двойной взрыв (смертник на заминированной машине и смертник с поясом шахида) на площади Тайран (Багдад). Целями были полицейский участок и толпа безработных. Около 70 погибших, около 250 раненых[45][52][53].

## 2007
- 1 февраля — два террориста-смертника подорвали себя на рынке в Хилле. 71—73 погибших, 137—166 раненых[54][55][56].
- 3 февраля — террорист-смертник взорвал заминированную машину (примерно 1 т взрывчатки) на рынке Садрийя (Багдад). Около 135 погибших, более 300 раненых[57][58][59].
- 19 июня — террорист-смертник взорвал заминированную машину возле шиитской мечети аль-Халляни (Багдад). 75—87 погибших, около 130 раненых. Здание мечети серьёзно пострадало[60][61].
- 7 июля — террорист-смертник взорвал заминированный грузовик на рынке в Эмерли (возле Киркука). 150—160 погибших, 240—250 раненых. Уничтожено около сотни торговых лавок и жилых домов[62][63][64][65].
- 26 июля — комбинированная атака (заминированный грузовик и ракетный обстрел) рынка в Карраде (Багдад). 92 погибших (согласно поимённому списку), 127 раненых. Уничтожено 14 машин и 17 магазинов[66][67][68].
- 14 августа — взрыв четырёх заминированных машин в езидских деревнях на севере Ирака. 411 погибших (по другим оценкам, свыше 500), около 1500 раненых. Разрушено 70 жилых домов. Самый крупный теракт в новейшей истории Ирака[69][70][71].

## 2008
- 6 марта — взрыв заминированной машины и террориста-смертника в квартале Каррада (Багдад). 68 погибших, 120—130 раненых[72][73][74].
- 17 марта — террористка-смертница подорвала себя в кафе возле мечети имама Хусейна в Кербеле. 42—54 погибших, около 50—60 раненых[75][76][77].
- 17 июня — взрыв заминированной машины на автостоянке возле рынка в квартале Аль-Хурия (Багдад). 63—64 погибших (согласно поздним оценкам), не менее 75 раненых[78][79][80][81].
- 11 декабря — террорист-смертник подорвал себя в курдском ресторане возле Киркука во время праздника Курбан-байрам. 55—57 погибших (в некоторых источниках утверждается, что до 100 с учётом умерших от ран), 45—109 раненых[82][83][84][85].

## 2009
- 23 апреля — террорист-смертник подорвал себя в ресторане в провинции Дияла. 55—57 погибших (согласно поздним оценкам, в основном иранские паломники), около 60—70 раненых[86][87][88].
- 24 апреля — две террористки-смертницы подорвали себя возле шиитской мечети в квартале Казимия (Багдад). 66—71 погибший, не менее 127 раненых[89][90][91].
- 20 июня — взрыв заминированной машины возле шиитской мечети в Тазе (район Киркука). 81—82 погибших[92].
- 24 июня — взрыв заминированного мотоцикла на рынке в Садр-Сити (Багдад). 56 погибших, более 100 раненых[93][94].
- 25 октября — взрыв двух заминированных машин у правительственных зданий в Багдаде. Около 160 погибших, более 500 раненых. Ответственность за теракт взяла на себя группировка «Исламское государство Ирак», связанная с Аль-Каидой. В Ираке объявлен трёхдневный траур по погибшим[95][96].

## 2010
- 26 января  —  три заминированных микроавтобуса, за рулем которых находились террористы-смертники, взорвались у зданий багдадских гостиниц. 46 погибших, более ста раненых[97].
- 27 марта —  взрывы прогремели неподалёку от ресторана в городе Эль-Халис. Сначала взлетел на воздух заминированный автомобиль. Затем еще одну бомбу привел в действие смертник. 57 погибших, 73 раненых[98].
- 18 июля —  более 80 человек стали жертвами теракта в столице Ирака Багдаде.
- 17 августа —  в Багдаде был совершен теракт, жертвами которого стали 59 человек и пострадали более 120. Смертник подорвал себя в толпе новобранцев, пришедших устраиваться в ряды иракской армии[99].
- 2 ноября —  серия взрывов в иракской столице унесла жизни, по меньшей мере, 76 человек. Более 230 человек получили ранения[100].

## 2011
- 27 января — на похоронной церемонии в шиитском районе Багдада смертник подорвал заминированный автомобиль. В результате теракта погибли 65 человек и около 100 получили ранения[101].
- 12 февраля — в результате теракта в городе Саммаре 48 человек погибло, 80 получили ранения.
- 29 марта — в результате теракта в городе Тикрит  погибло 50—56  человек, 98 получили ранения.
- 23 июня — в результате четырех взрывов в Багдаде погибли 40 человек, 80 ранены.
- 5 июля — при взрывах в городе Таджи погибли более 40 человек  и 50 получили ранения.
- 15 августа — в результате теракта в городе Эль-Кут погибли, по меньшей мере, 66 человек, свыше 230 получили ранения.